# Langdysse im Bulbro Skov
Der Langdysse im Bulbro Skov (Wald), auch Vindelbro Skov genannt, ist ein 30 × 15 m großer Langdolmen aus der Jungsteinzeit der östlich von Sorø und südlich des Tuelsø (See) auf der dänischen Insel Seeland liegt. Die Megalithanlage der Trichterbecherkultur (TBK) entstand zwischen 3500 und 2800 v. Chr.
24 der in größerem Abstand stehenden Randsteine, die das Hünenbett ursprünglich vollständig umgaben, markieren besonders im Osten und Süden das nur teilweise erhaltene Hünenbett. Von den Kammern ist nur der Rest eines Urdolmens mit zwei Steinen erhalten. Sie liegen im letzten Drittel vor dem Ostende. Der Langdolmen wurde keiner archäologischen Untersuchung unterzogen. Funde von Grabungen bzw. Plünderungen sind nicht bekannt. 
Aus Laserscans der Erdoberfläche geht hervor, dass im Bulbro Skov vorhistorische Felder lagen, die zeitgleich mit dem Langdolmen angelegt worden sein könnten. Niedrige Grenzwälle rechteckiger Felder zeichnen sich netzartig am Boden ab. 